# Brzeziny-Kolonia
Brzeziny-Kolonia es un pueblo en el distrito de Czestochowa, en una parte de Gmina Poczesna, Polonia. Tiene 499 habitantes. El río Brzezinka corre a través de ella. Czestochowa está unida por dos líneas de autobús, 14 y 25.[cita requerida]